# Толоконне
Толоконне (рос. Толоконное) — село у Бєлгородському районі Бєлгородської області Російської Федерації.
Населення становить 68  осіб. Входить до складу муніципального утворення Малиновське сільське поселення.

## Історія
Згідно із законом від 20 грудня 2004 року № 159 від 1 січня 2006 року належить до муніципального утворення Малиновське сільське поселення.
Нині село знаходиться у зоні бойових дій між військами Росії та України. На початку травня 2025 року БПЛА України атакував у селі храм Георгія Побідоносця.

## Населення
| 2002 | 2010 |
| ---- | ---- |
| 106  | ↘68  |